# Občina Trbovlje
Občina Trbovlje je ena od občin v Zasavju v Republiki Sloveniji. Njeno ozemlje delita na manjši južni del in severni večji del reka Sava in železniška proga Ljubljana - Zidani most. Občinsko središče z veliko večino njenega prebivalstva je mesto Trbovlje, ki se razteza po 5 km dolgi in 3 km široki dolini, obdani z obrobnimi bregovi. Po celotni dolini teče reka Trboveljščica, ki se na koncu doline izliva v reko Savo. Po površini sodi med manjše občine v Sloveniji z veliko gostoto naseljenosti. Sredi leta 2015 se je občina Trbovlje s 16.450 prebivalci uvrščalo na 27. mesto med slovenskimi občinami.

## Zgodovina občine
Prvi konkretnejši poskus, da bi združili manjša naselja, ki so bila po vsej trboveljski dolini, v večje enote, je opisal župnik Jožef Karel Martinuzzi v pregledu trboveljske župnije iz začetka 50. let 18. stoletja, ki ga hrani Nadškofijski arhiv v Ljubljani. Tu je zabeleženo, da je župnik zaradi precejšnje raztresenosti naselij, le-te označeval kot 12 okolic (Gegenden: Planina, Gabrsko, Sv. Katarina, Sv. Marko, Ojstro, Studence, Sv. Lenart, Prapretno, Plesko, Retje in Loke. V omenjenem pregledu se je tudi prvič uporabilo svetniško ime za poimenovanje skupin naselij. O okolicah govori tudi urbar iz leta 1744. Tukaj svetniška imena niso bila uporabljena, je bilo pa zato uporabljenih več imen za manjša naselja, kar priča o tem, da naselja še niso bila povsem združena v okolice.
Ljudsko štetje leta 1771, ki so ga izvedli mešani odbori oficirjev in civilnih komisarjev, je pomenilo razdelitev ozemlja far na manjša ozemlja, na tako imenovane konskripcijske (popisne) občine, ki so predstavljale naborne okraje. Na področju Trbovelj so naredili tri popisne občine: Retje, Loke in Trbovlje. Zaradi ureditve vsesplošnega obdavčenja je Jožef II. 3. novembra 1784 izdal uredbo o ustanovitvi davčnih občin, zaradi česar so bile popisne občine združene v davčnih občinah, ki so predstavljale prostorsko omejene ozemeljske enote. Na območju Trbovelj ni prišlo skoraj do nikakršnih sprememb, ampak so prejšnje popisne občine postale davčne občine. 18. septembra 1789 je bil sprejet patent, s katerim so bile določene nove volitve rihtarjev, katerih glavna naloga je bila pobiranje davkov. Rihtar je bil voljen za neomejen čas, če pa je občina ugotovila, da ni vreden zaupanja, ga je lahko tudi odpoklicala. Zaradi nastanka novega katastra leta 1825 so združevali prejšnje popisne občine. Na trboveljskem področju so združili popisno-davčne občine Retje, Loke in Trbovlje v katastrski (davčni) občini Trbovlje, iz nekdanjih popisno-davčnih občin Planinska vas, Knezdol in Gabrsko je nastala katastrska občina Knezdol. Nekdanji popisno-davčni občini Ojstro je bila priključena še popisno-davčna občina Studence in skupaj sta tvorili katastrsko občino Ojstro. Prav tako sta se v katastrsko občino Sv. Marko združili nekdanji popisno-davčni občini Sv. Katarina in Sv. Marko. Kasneje so bile omenjene katastrske občine vključene v naborni in davčni okraj s sedežem v Preboldu, ki je bil, tako kot drugi takšni okraji, ustanovljen leta 1781 kot naborni okraj, kasneje pa je pridobil tudi davčno funkcijo.
Na podlagi provizoričnega zakona o občinah iz leta 1849, je leta 1850 na območju katastrske občine Trbovlje nastala Krajevna občina Trbovlje. V njej so se združile katastrske občine Trbovlje, Knezdol, Sv. Lenart, Ojstro in Sv. Marko. Občina Trbovlje je spadala pod okrajni urad v Laškem, nad njim je bil kot politična in finančna oblast okrožni urad v Mariboru, kot sodna oblast pa okrožno sodišče v Celju. Ob nastanku je občina Trbovlje obsegala 1.966 prebivalcev, merila pa je 39,87 km².
Prve volitve so bile izvedene leta 1850, vendar podatkov o njih nimamo na voljo. Takratno občinsko predstojništvo oz. občinski odbor je sestavljalo osem članov – sedem odbornikov in župana. Za prvega župana trboveljske občine je bil izvoljen Franc Pust, poleg njega pa so bili člani takratnega občinskega predstojništva še Jernej Čamer (Parašuh), Anton Dolinšek (Zaostenikar), Matevž Kosem, Franc Kramer, Janez Zadobovšek, Anton Selevšek in Janez Šimonc. Od začetka je bil član predstojništva tudi takratni župnik Jože Hašnik, ki pa je nato 21. decembra 1851 na seji predstojništva odstopil. Naslednje volitve občinskega odbora so potekale septembra 1864, v stanovanju župana Franca Pusta. Iz 2. volilnega razreda je bilo izvoljenih 6 odbornikov in 3 namestniki. Iz 1. volilnega razreda je bilo izvoljenih tudi 6 odbornikov in 3 namestniki. 1. seja novega občinskega odbora je potekala 3. oktobra 1864 in na njej so izvolili župana in dva občinska svetnika. Župan je ostal Franc Pust, ki je prejel enajst glasov, občinska svetnika pa sta postala Ivan Šimonc in Anton Plavšak. Do leta 1877 je občinski odbor sestavljalo 12 odbornikov in 6 namestnikov, od leta 1877 naprej pa se je odbor povečal na 18 odbornikov in 9 namestnikov. Do leta 1877 je odbor po volitvah najprej izvolil župana in dva svetnika, po letu 1877 pa je namesto dveh svetnikov izvolil šest svetnikov. Leta 1871 so bili trboveljski volivci, ki so bili prej razdeljeni po premoženju v dva razreda, razdeljeni v tri razrede. Tako so v občinski odbor prišli tudi predstavniki hrastniškega, ojstrskega in dveh trboveljskih rudnikov ter kemične in steklarne tovarne iz Hrastnika, ki so bili v večini Nemci. Ti so izkoristili večino in tako je bil leta 1879 za prvega častnega občana Trbovelj izvoljen Pongrac Eichelter, nekdanji rudniški ravnatelj. Slovensko-nemška nasprotovanja so se kazala že prej. Leta 1877 je v 3. razredu volilo le 47 volivcev, še večje negodovanje pa se je zgodilo tri leta pozneje, leta 1880. Takrat so potekale volitve najprej v 3. razredu, kjer so volili volivci, ki so plačevali najmanj davka. Nemci, ki so povsem nadzirali 1. razred, so želeli nadzirati tudi 3. razred, zato so se dali vsiljeno izvoliti v 3. razredu. Takoj po koncu volitev je do volilne komisije prišlo nekaj volivcev 2. razreda, ki so dejali, da ne bodo volili, ker da je v odboru že preveč »gospode« in da volitve pred cerkvijo niso bile tri nedelje zapored preklicane. Za tri leta so si Nemci tedaj priborili večino, pozneje pa so imeli večino v 1. razredu in kakšno mesto v 2. in 3. razredu.
Občina je bila na začetku precej odvisna od lova, ki ji je prinašal redni dohodek, pred letom 1849 in ustanovitvijo občin pa je spadal pod graščinske pravice. Leta 1850 je občina začela dajati lov v najem, kar je določal novi lovski zakon. Kmetje so se temu posmehovali in jih ni bilo na licitacije, kar je župan Franc Pust tudi navedel v poročilu okrajnemu glavarstvu. Tu je zapisal tudi, da je problem divji lov, ker naj bi v vsaki hiši bil vsaj en divji lovec in vsaj ena puška. Okrajno glavarstvo je prosil naj ne pošljejo žandarjev, da bi pregledali hiše, ampak se je zavzel za denarno kazen divjih lovcev in odvzem njihovih pušk. Čeprav ni podatkov o morebitnih ukrepih okrajnega glavarstva, se je divji lov umiril, istega leta pa je lov zlicitiral gostilničar in mesar Jakob Peklar, čez štiri leta Rudolf Eichelter, za njim Herman Vivat in potem Jurij vitez Gossleth. Naloge občine so se delile na lastni in preneseni delokrog. Prvi je obsegal skrb za kmetijstvo, skrb za šolstvo in zdravstvo, javno varnost, pošto, promet preko Save, skrb za obrti in stanovanja, nadzorstvo nad sklenitvijo zakona, skrb za uboge, skrb za ceste in regulacijo Trboveljščice, drugi pa naloge, ki jih država ni naredila sama, ampak se je opravljanje le-teh preneslo na občine. Med pomembnejšimi nalogami je bilo novačenje, pri katerem je sezname vojaških rekrutov zbiral župan. Ob začetku je bilo službovanje župana precej preprosto. Pust in njegov naslednik Kalan sta uradovala kar doma, tam pa so tudi potekale seje občinskega odbora, čeprav je bila leta 1862 obnovljena občinska stavba. Za časa župana Pusta je bila v Trbovljah ustanovljena žandarmerija, ob samem začetku pa je bila mimo Trbovelj zgrajena železnica, kar je povzročilo tudi rast prebivalstva. Če je ob nastanku v občini prebivalo 1.966 prebivalcev, je 31. decembra 1869 v občini prebivalo 3.514 prebivalcev v 436 hišah. Marca 1871 je Pust umrl, občinski odbor pa je za njegovega naslednika izvolil Franca Kalana. Ta je leta 1876 okrajnemu glavarstvu poslal dopis, da želi s položaja odstopiti. V njegovem času je bila v Trbovljah med drugim ustanovljena Trboveljska premogokopna družba (TPD), ki je najprej pokupila vse zasavske rudnike in postala ena največjih industrijskih družb na ozemlju današnje Slovenije, postavljena je bila bolnica bratovske skladnice ter cementarna. Kalanov naslednik je bil Janez Logar, ki je vodil občino iz gostilne pri Škratu, seje občinskega odbora pa so takrat potekale tudi v bližnji kaplaniji, kjer je občinski odbor uporabljal sobo, ki je čez čas pričela veljati za občinsko sobo. Število prebivalcev se je vztrajno večalo in leta 1880 je občina štela 7.530 prebivalcev in 595 hiš, deset let kasneje pa že 8.464 prebivalcev in 654 hiš. V času njegovega županovanja je Trbovlje obiskal cesar Franc Jožef. Med drugim sta v občini začela službovati prvi redar in nočni čuvaj, zgrajeni pa sta bili tudi šoli na Sv. Katarini in na Vodah. Nasledil ga je Ferdinand Roš, ki je županoval med letoma 1892 in 1907. Za časa njegovega županovanja je bila občinska soba oz. pisarna nameščena v hiši na Piškovcu. V hiši je poleg pisarne bil tudi občinski zapor, v njej pa je živel občinski redar. Leta 1894 je občina odkupila Roševo posestvo in uredila hišo kot pisarno, ko pa je bila leta 1901 zgrajena nova šola, je bila stara preurejena v pisarno. Dve leti zatem so občino telefonsko povezali z rudnikom. Roš je dal poudarek slovenskosti občine. Do Roša je namreč uradovanje potekalo le v nemščini, od Roša naprej pa je bilo uradovanje dvojezično. V njegovem času je občina dobila prvega pravega občinskega tajnika. To je bil Franc Kajtna. Pred tem so župani pisali večinoma sami, včasih pa so jim pomagali tudi učitelji. Tudi v tem obdobju je število prebivalstva naraščalo. Če je bilo leta 1890 v občini 8.464 prebivalcev in 654 hiš, je leta 1900 štela že 10.893 prebivalcev in 753 hiš. V Roševem času je občina med drugim dobila opekarno, posojilnico, novi poštni urad, novo šolsko stavbo in zgrajena je bila električna centrala. Zgrajena je bila tudi prva cestna razsvetljava in most čez Savo. Proti koncu Roševega obdobja se je slovenski tabor razcepil na katoliško in narodno-napredno stran, v odbor pa so prvič prišli tudi predstavniki delavcev. Leta 1907 je Roša nasledil Gustav Vodušek. Istega leta so ukinili kurije in volitve so postale splošne. Tudi v času njegovega županovanja je število prebivalstva naraščalo in leta 1910 doseglo 13.578 prebivalcev in 903 hiše. V njegovem času je v občini bila ustanovljena Kmečka delavska hranilnica in posojilnica, v Trbovlje je pripeljal prvi avtomobil, ustanovljena je bila podružnica Slovenskega planinskega društva, začel je delovati prvi zasavski kinematograf, zgrajena pa je bila tudi elektrarna ob Savi.
Po koncu prve svetovne vojne se je občina Trbovlje uvrščala k okrajnemu glavarstvu Celje ter sodnemu okraju Laško. K njej so sodile katastrske občine Gabersko, Sv. Katarina, Knezdol, Sv. Lenart, Loke, Sv. Marko, Ojstro, Planinska vas, Plesko, Prapretno, Retje, Studence in Trbovlje. Občina je leta 1921 štela 16.073 prebivalcev. V tem obdobju so v občini delovala nekatera občinska podjetja, kot so klavnica, vodovod, tržni prostor, kopališče, pogrebni zavod in kamnolom, občina pa je skrbela še za občinske ceste, ubožni sklad, šolstvo, zdravstvo, občinska posestva in občinske hiše. Konec 1. svetovne vojne je bil 25. oktobra 1918 v Trbovljah izvoljen narodni svet, ki ga je vodil župan Vodušek. Svet je skrbel za preskrbo in javni red, pri čemer so pomagale tudi takrat ustanovljene narodne straže, ki so bile razpuščene 9. novembra. 1918, ob prihodu srbske vojske. Volitve so potekale 12. maja 1921. Za župana je bil izvoljen Jurij Hacin, komunistični kandidat. Oblast je zato volitve razveljavila, občinski svet pa razpustila. Vlada je nato začasno imenovala nekaj gerentov, ki so bili predstojniki občinske uprave. 1. januarja je gerent postal Fran Mercina. V njegovem času je bila ustanovljena Posvetovalnica za matere, 21. aprila 1920 pa je v Trbovljah izbruhnila stavka rudarjev, ki so zavzeli občino, pošto, železniško postajo in rudnik. Tri dni zatem je v Trbovlje prišla vojska in vzpostavila prejšnje stanje. Mercino je nasledil Robert Plavšak, ki ga je junija 1923 zamenjal Miha Koren. V njegovem času je 59 dni trajala velika rudarska stavka. 1. novembra 1923 je gerent postal Anton Fortič. Za časa njegovega županovanja je v Trbovljah potekal spopad med Orjuno in delavci (Proletarske akcijske čete). 16. oktobra je gerentsko mesto zasedel Ludvik Pinkavo, katerega je 17. decembra 1924 nadomestil Franc Kokalj. Leta 1925 bi morale potekati volitve, vendar so bile zaradi vloge za odcepitev občine Hrastnik odpovedane, kasneje pa zaradi neznanih razlogov. Marca je bil zato sklican protestni shod, ki je resolucijo poslal notranjemu ministru. Aprila je bil nato imenovan sosvet gerentu. 14. novembra 1925 je zadnji gerent postal Gustav Vodušek, ki je moral do marca 1926 izvesti občinske volitve. V obdobju gerentov je občinska blagajna imela velik primanjkljaj – leta 1926 kar 3,155.284 dinarjev primanjkljaja. Volitve v občinski odbor so bile razpisane za 28. marec 1926. Največ glasov je dobila Združena delavska lista – 23. Županske so potekale 8. aprila, na njih pa je bil izvoljen župan Ignac Sitter. V času njegovega županovanja je bila ustanovljena meščanska šola, dograjena je bila tržnica, odprto letno kopališče, ustanovljena pa je bila tudi sreska ekspozitura po odloku sreskega poglavarstva v Laškem. Leta 1929 je v občini živelo 16.073 prebivalcev, kar je bilo dovolj za 3. največje mesto Dravske banovine. Občina je imela poštni urad, kmetsko nadaljevalno šolo, gospodinjsko nadaljevalno šolo, obrtno nadaljevalno šolo, obrtno zadrugo, rudarsko šolo, bolnico bratovske skladnice in občinsko izolirnico. 6. januarja 1929 je kraljeva banska uprava razrešila občinski zastop občine in število odbornikov znižala s 37 na 28. Tedaj so delovala naslednja občinska podjetja: kamnolom, kopalnica, klavnica in hladilnica, pogrebni zavod in vodovod. Na županskih volitvah 15. junija 1930 je zmagal Gustav Vodušek in znova postal župan, Sitter pa je postal njegov namestnik. V času njegovega drugega obdobja županovanja je občina kupila avtoškropilnik, občina je sklenila, da se prijavi za vstop trga Trbovlje v Zvezo mest in trgov Dravske banovine, začela se je gradnja moderne izolirnice, … Po popisu prebivalstva leta 1931 je občina Trbovlje imela 17.183 prebivalcev. V letu 1933 se je zgodila največja sprememba glede ozemlja trboveljske občine, ko je bila ustanovljena občina Hrastnik – Dol. Pred ustanovitvijo občine Hrastnik – Dol je trboveljska občina obsegala 3977 ha, po ustanovitvi le – te, pa je obsegala 3008 ha in 10 krajev: Trbovlje, Loke, Retje, Knezdol, Planinsko vas, Sv. Katarino, Sv. Marko, Ojstro (del) in Sv. Planino.
Med drugo svetovno vojno so po upravnopolitični razdelitvi Spodnje Štajerske ukinili laški okraj in zaradi pomembnosti tega področja ustanovili trboveljsko okrožje (Kreis Trifail). Novo okrožje Trbovlje je imelo približno 50.000 prebivalcev na 560 km2 površine, obsegalo pa je občine Trbovlje, Zagorje, Hrastnik, na vzhodu in jugu so ga omejevali kraji Huda jama z Rečico, Zidani Most, Loka pri Zidanem Mostu, Radeče, Podkum, Polšnik in Dole pri Litiji, na zahodu Vače in Trojane, na severu pa je segalo do Čemšeniške planine, vrhov Mrzlice, Kala in Gozdnika. Funkcije županov so prevzeli predvsem kulturbundovci, šlo pa je za nepoklicno in častno funkcijo. V Trbovljah je tako župan postal Franc Peharc, svetovalec pa Josef Weber. Junija 1941 je v Trbovljah prebivalo 14.300 prebivalcev. Trboveljska občina je bila med pomembnejšimi občinami na Spodnjem Štajerskem in funkcija župana je morala biti poklicna. Tako je 1. septembra 1941 župan postal Sepp Moder. V njegovem času so bila ulice preimenovane, občinska zgradba je dobila prizidek, začel pa se je graditi tudi nov vrtec.
Po drugi svetovni vojni so bile Trbovlje središče trboveljskega okraja, imenovanega Okrajni ljudski odbor Trbovlje (OLO). Upravno se je delil na naslednje krajevne ljudske odbore (KLO) in sicer Bevško, Breg, Čeče, Čemšenik, Dobovec, Dol pri Hrastniku, Dole pri Litiji, Gabersko, Hrastnik, Izlake, Kisovec-Loke, Klek, Kolovrat, Kotredež, Krnice-Kovk, Loka, Marno, Mlinše, Polšnik, Prapretno, Radeče, Razbor, Rimske Toplice, Sv. Jedert, Sv. Jurij pod Kumom, Sv. Urh, St. Gotard, Št. Lambert, Trbovlje, Turje, Zagorje, Zidani most. Leta 1947 se je NOO preimenoval v ljudski odbor, vodil pa ga je Ivan Giuliatti. V njegovem času je bilo veliko udarniških akcij, obnovljena hranilnica, organizirana ljudska kuhinja, uvedena racionirana preskrba, odprt je bil otroški vrtec, TPD je bila reorganizirana, … Konec 1947 ga je nasledil Ivan Zupančič. V njegovem času je začelo izhajati glasilo Zasavski udarnik, obratovati je začela mizarska delavnica, obnovljena je bila osnovna šola, izvedena likvidacija TPD, od rudnika pa so se osamosvojile Centralne rudniške delavnice, predhodnice kasnejše Strojne tovarne Trbovlje. Oktobra 1948 je Zupančiča zamenjal Andrej Zemljak. V njegovem obdobju so bila vsa podjetja in ustanove razdeljena glede na pomen (10 zveznega, 8 republiškega in 30 lokalnega), odprta je bila nova šola, Trbovlje je prvič obiskal Josip Broz, nadaljevale pa so se razlastitve. Avgusta 1949 je Zemljaka nadomestil Rudi Gornik. V njegovem času je bila ustanovljena Mehanika, remontno podjetje, Snaga. Aprila 1950 je bil razrešen, zamenjal pa ga je Alojz Borštnar, ki ga je avgusta 1951 nadomestil Dominik Kužnik. Občina je v njegovem času dobila status mestne občine s posebnimi pravicami, odprt je bil 1. Partijski dom v Sloveniji in Jugoslaviji, ustanovljeno je bilo Mestno dimnikarsko podjetje, Strojna tovarna Miha Marinko, Industrijska kovinarska šola.
Ponovno uvedbo občin je 19. aprila 1952 uzakonil Zakon o razdelitvi Ljudske republike Slovenije na mesta, okraje in občine. Okraj Trbovlje je obsegal naslednje občine (13): Čemšenik, Dol pri Hrastniku, Dole pri Litiji, Hrastnik (mestna občina), Loke pri Zidanem mostu, Mlinše, Podkum, Polšnik, Radeče (mestna občina), Senožeti, Trbovlje (mestna občina), Trojane, Zagorje ob Savi (mestna občina). Mestna občina Trbovlje je leta 1952 po površini merila 5.740 ha in štela 15.492 prebivalcev v 18 naseljih. Volilno območje je bilo razdeljeno na 35 volilnih enot, decembra 1952 pa je bil za predsednika OLO izvoljen Alojz Dular. V njegovem času se je pričela gradnja Delavskega doma, 1. junij je postal občinski praznik, ustanovljeno je bilo podjetje Elektro Trbovlje, Gostinstvo, Stanovanjska zadruga, Investicijski biroji Trbovlje, na Kumu postavljen UKV oddajnik, določen emblem mesta, zgrajena blagovnica, žitno skladišče, srednja ekonomska šola, … Junija 1955 je bil sprejet tudi Zakon o območjih okrajev in občin v Ljudski republiki Sloveniji. V Sloveniji je bilo 11 okrajev, ki so bili razdeljeni na 130 občin. Okraj Trbovlje s sedežem v Trbovljah je sestavljalo 8 občin (115.100 prebivalcev): Brežice, Hrastnik, Radeče, Senovo, Sevnica, Trbovlje, Videm – Krško, Zagorje ob Savi. Občina Trbovlje je takrat štela približno 16.600 prebivalcev. Leta 1958 je bil okraj Trbovlje ukinjen in občina Trbovlje je prešla pod okraj Ljubljana. Novembra 1957 je Dularja zamenjal Franc Kralj, ki je zaradi rudarske stavke – 1. stavke v Jugoslaviji, županoval le do junija 1958, ko ga je zamenjal Martin Gosak. V njegovem času je bil razpuščen Okraj Trbovlje, obnovljen most čez Savo, z obratovanjem začela bencinska črpalka, ustanovljeno je bilo podjetje Rudis, Tovarna zidakov, podjetje TIKA, zgrajeni novi prostori knjižnice, nov obrat Cementarne. Maja 1963 je bil izvoljen Kraljev naslednik Ado Naglav. V njegovem času je občina imela okoli 19.000 prebivalcev, od teh 7.800 zaposlenih, štiri OŠ, tehnično srednjo šolo z dvema poklicnima šolama, gimnazijo in srednjo ekonomsko šolo, delavsko univerzo, gledališče, 3 kinodvorane, 5 knjižnic in 24 športnih društev. Občina je takrat dobila nov otroški oddelek bolnice, postala prijateljsko in kasneje pobrateno mesto s francoskim mestom Sallaumines, začela se je gradnja TET II, začela se je gradnja Hotela Rudar, začel oddajati Radio Trbovlje, zgrajena je bila Tovarna polprevodnikov, ustanovljenih pa je bilo 6 krajevnih skupnosti. Naglava je aprila 1967 zamenjal Jože Laznik. V njegovem času je pričel obratovati Hotel Rudar, Trbovlje je ponovno obiskal Josip Broz, Rudnik Trbovlje-Hrastnik se je z zagorskim premogovnikom združil v podjetje Zasavski premogovniki Trbovlje, zgrajen je bil TET II, prizidek bolnici, sprejet statut občine Trbovlje, sprejet odlok o ustanovitvi prvojunijske nagrade, obratovati je začel Peko Trbovlje, zgrajen je bil Dom upokojencev, nova OŠ, zimski bazen, novo pokopališče. Junija 1973 je Laznika začasno nadomestil Milan Janežič, avgusta 1973 pa ga je zamenjal Janez Ocepek. V njegovem času se je začela in končala gradnja novega 360 m visokega dimnika TET, zgrajena je bila plinskoparna elektrarna, postavljen je bil novi most čez Savo, zgrajen zdravstveni dom, zgrajenih več stanovanjskih blokov, regulirana Trboveljščica. Marca 1980 je bil za predsednika skupščine izvoljen Henrik Pušnik. Za časa njegovega županovanja je bila porušena stara tržnica, občina se je pobratila z občino Valandovo. Leta 1984 je Pušnika zamenjal Franc Perme. V njegovem času je bilo zgrajenih več blokov, zgradili vodno vrtino ob Savi, adaptirali OŠ. Marca 1986 je Permeta nasledila Franja Šprogar. V času njenega županovanja je bil odprt dializni oddelek trboveljske bolnice, zgrajenih več cest, potekala 50. obletnica ustanovitve KPS, zgrajenih več blokov. Julija 1988 je bil za zadnjega predsednika skupščine izvoljen Franc Majnardi. Leta 1991 je v občini živelo 19.371 prebivalcev, v občini je bilo 7.557 stanovanj, 7.435 gospodinjstev in 381 kmetijskih gospodinjstev.
Po osamosvojitvi Slovenije, je bil 3. oktobra 1994 sprejet Zakon o ustanovitvi občin ter o določitvi njihovih območji, s katerim je bilo ustanovljenih 147 občin Občina Trbovlje je obsegala 57,8 km2 in imela 9 katastrskih občin s 17 naselji ter 2658 hišnimi številkami. Naselja so bila naslednja: Čebine, Čeče (del), Dobovec, Gabrsko, Ključevica, Knezdol, Ojstro, Ostenk, Partizanski vrh, Planinska vas, Prapreče (del), Prapretno (del), Škofja Riža, Trbovlje, Vrhe (del), Završje, Župa.

## Občina danes
Danes je občina Trbovlje del zasavske statistične regije. Meri 58 km2 in se po površini med slovenskimi občinami uvršča na 122. mesto. Po popisu leta 2002 je bilo v občini Trbovlje 18.406 prebivalcev, dne 1. januarja leta 2017 pa 16.221 prebivalcev.

### Zanimivosti
Ob Termoelektrarni Trbovlje se nad dolino reke Save in zasavskim hribovjem dviga 360 m visok Trboveljski dimnik, najvišja zgradba v Sloveniji in najvišji dimnik v Evropi. Po zgraditvi leta 1976 se je onesnaženost zraka z žveplovodikom razporedila bolj enakomerno po Sloveniji; v Zasavskih dolinah se je zmanjšala, povečala pa se je v višjeležeči vasi Dobovec in v Savinjski dolini.

## Naselja v občini
Čebine, Čeče, Dobovec, Gabrsko, Klek, Ključevica, Knezdol, Ojstro, Ostenk, Planinska vas, Prapreče, Retje nad Trbovljami, Sveta Planina (nekdanji Partizanski Vrh), Škofja Riža, Trbovlje, Vrhe, Završje, Župa